# A Sky Full of Stars
Singles de Coldplay
Midnight
(2014) True Love
(2014)
A Sky Full of Stars (litt. « Un ciel plein d'étoiles ») est le troisième single extrait de Ghost Stories, sixième album studio du groupe anglais Coldplay, paru en mai 2014. La chanson est produite par le célèbre DJ suédois Avicii.

## Clip vidéo
Le clip officiel de la chanson a été réalisé par Mat Whitecross et tourné le 17 juin 2014 sur King Street à Newtown dans la banlieue de Sydney en Australie. Au début de la vidéo, le chanteur, Chris Martin, marche seul déguisé en un homme-orchestre. Il rejoint ensuite les autres membres du groupe (également en hommes-orchestres), pour jouer le refrain.
Le parcours est le suivant : Chris Martin commence sur King Street au no 277, à l'angle de Mary Street, puis il continue le long du trottoir de King Street où il rejoint son groupe qui l'attend sous un bâtiment où est inscrit la phrase I have a dream, puis poursuit jusqu'au no 327 et se termine sur Australia Street.